# Tehuacán

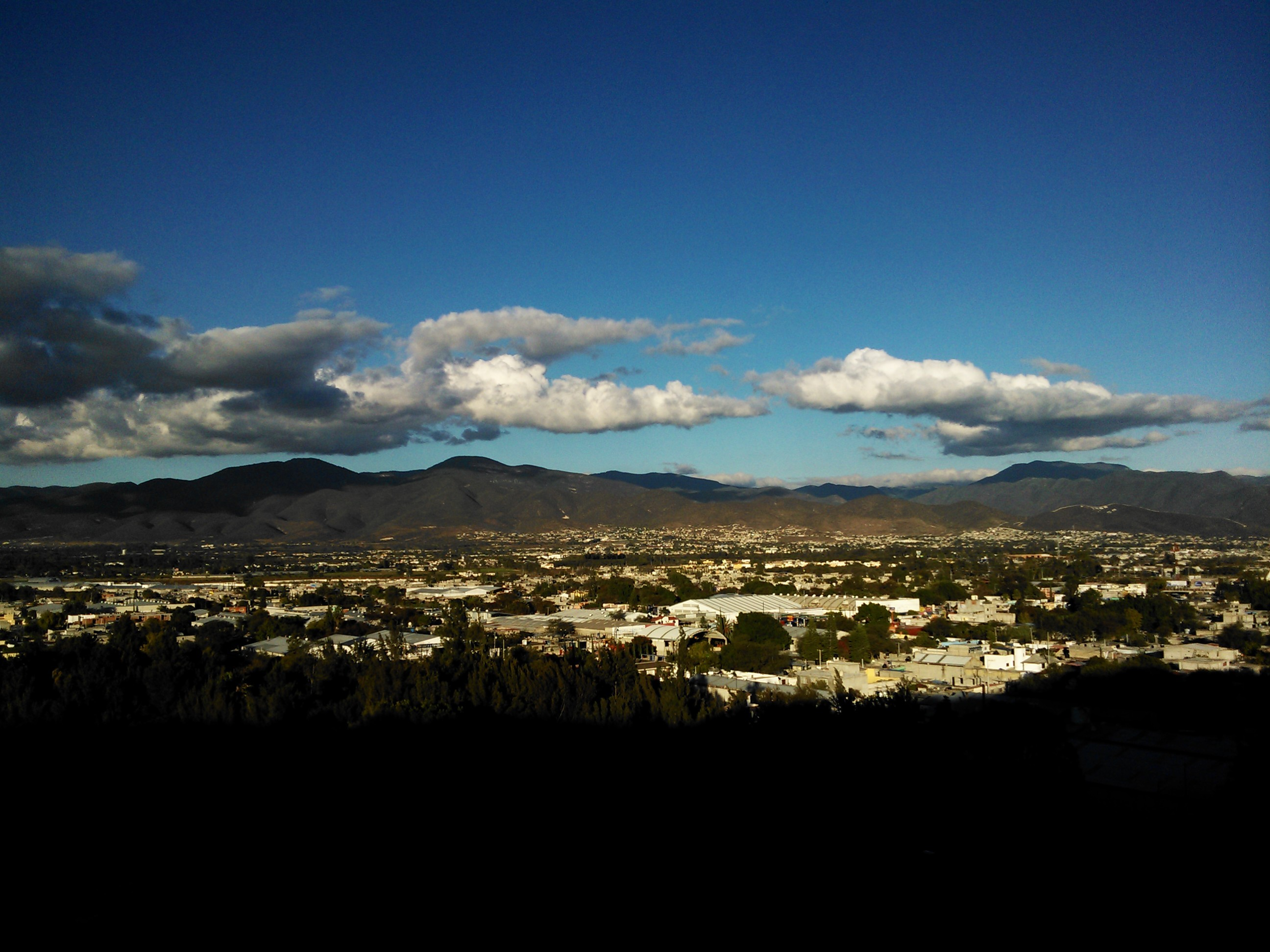
Thành phố Tehuacán về đêm

Tehuacán (phát âm tiếng Tây Ban Nha: [tewaˈkan]) là thành phố lớn thứ hai ở bang Puebla của Mexico, nép mình trong Thung lũng Đông Nam của Tehuacán, giáp với các bang Oaxaca và Veracruz. Cuộc điều tra dân số năm 2010 đã báo cáo dân số 248.716 người trong thành phố và 274.906 ở vùng đô thị Tehuacán xung quanh, trong đó nó phục vụ như là thủ phủ. Đô thị này có diện tích 390,36 km² (150,72 sq mi).

## Văn hóa
Ban đầu là một khu định cư người Mỹ bản địa, nó đã chính thức trở thành một thành phố ở Viceroyalty của Tân Tây Ban Nha vào năm 1660.
Tehuacan được biết đến với việc tổ chức nhiều lễ hội đa dạng để kỷ niệm truyền thống và trang phục kiếm được qua nhiều năm từ những người bản địa cổ đại. Một trong những lễ hội được công nhận nhất trong 15 năm qua là Festival Internacional de Tehuacán 1660, nơi tổ chức kỷ niệm văn hóa nghệ thuật của thành phố.
Vào cuối thế kỷ XIX, thành phố này nổi tiếng với suối khoáng. Trên thực tế, Peñafiel (nay thuộc sở hữu của Cadbury Schweppes), một nhà sản xuất nước giải khát nổi tiếng, chiết xuất nước từ các giếng này để sử dụng trong các sản phẩm của họ. Tehuacán cũng có một nhóm các nhà sản xuất gia cầm quan trọng, làm cho thành phố và môi trường xung quanh trở thành một trong những vùng sản xuất trứng quan trọng nhất ở Mexico.

## Kinh tế
Hoạt động kinh tế chính trong thung lũng Tehuacán là sản xuất gia cầm. Đô thị này là nhà sản xuất trứng gà lớn thứ hai trong cả nước với hơn 25 triệu lớp được nuôi cùng với việc sản xuất thịt gà thịt. Các công ty thống trị ngành công nghiệp bao gồm El Calvario, ông Egg, Huevo Tehuacán, PATSA và IMSA.
Sau khi hiệp định NAFTA được ký kết, Tehuacán đã nhìn thấy các maquiladora dệt được thiết lập trong thành phố và các khu vực xung quanh. Các nhà máy dệt này chủ yếu tập hợp quần jean màu xanh để xuất khẩu sang các công ty như The Gap, Guess, Old Navy, và JC Penney. Ở độ cao của maquila (viết tắt của maquiladora) bùng nổ, đã có một số ước tính hơn 700 maquilas trong thị trấn, bao gồm cả những người đã hoạt động từ nhà, thường là bí mật. Trong khi tình trạng này tạo ra một thất nghiệp tiêu cực (không thất nghiệp) và maquilas tìm kiếm công nhân như xa như Orizaba và Córdoba ở bang Veracruz lân cận, nó cũng tạo ra một cơn ác mộng đô thị và môi trường. Trong một thập kỷ, Tehuacán đã đi từ một thị trấn 150.000 người đến thành phố 360.000 người. Mặc dù nhiều maquilas đã đóng cửa ngày hôm nay, trong năm 2007 vẫn còn hơn 700 người trong số họ được tìm thấy ở Tehuacán.

## Địa lý
Tehuacán nằm ở phía đông nam của Mexico. Các thành phố biên giới phía Bắc là Tepanco de López, Santiago Miahuatlán, Vicente Guerrero y Nicolás Bravo; Đông Vicente Guerrero, San Antonio Cañada y Ajalpan; Nam San Gabriel Chilac, Zapotitlán, San Antonio Texcala y Altepexi; và Tây Zapotitlán, San Martín Atexcal, Juan N. Méndez y Tepanco de López.
Thành phố Tehuacan có dân số 248.716 người với thời tiết địa lý là 19 độ C hầu hết trong năm. Tehuacan là một lãnh thổ quan trọng được gọi là Thung lũng Tehuacan với hệ sinh thái đa dạng.
Một yếu tố địa lý quan trọng khác cần xem xét về khu vực Oaxaca và thung lũng Tehuacan là khu vực kinh tế nơi có thành phố. Tehucan được bao quanh bởi Neovolcanic Axis bao gồm các bang Nayarit, Jalisco, Colima, Michoacán, Guanajuato, Querétaro, México, Hidalgo, Morelos, Tlaxcala, Puebla và Veracruz. Trục này kết nối các núi lửa hoạt động chính của vùng và do hoạt động núi lửa này, thành phố trình bày các chuyển động liên tục của Trái đất, đặc biệt trong mùa hè và mùa xuân.
Thung lũng Tehuacan có sự đa dạng cao về các loài động vật và thực vật, đặc biệt là Tehuacan-Cuicatlán Khu dự trữ sinh quyển nằm cách Tehuacan 30 phút về phía tây nam, thuộc thành phố và bảo vệ 200 loài Cactus, hầu hết trong số chúng đều có nguy cơ tuyệt chủng..

## Du lịch
Tehuacan cung cấp một sự đa dạng của các điểm tham quan, từ các hoạt động bên ngoài đến những địa điểm lịch sử và bảo tàng mà giữ nhiều năm lịch sử không chỉ từ khu vực mà từ thời cổ đại và thành lập Cộng hòa Mexico.
Những nơi phổ biến nhất để ghé thăm là:
Peñafiel và Garci Crespo Natural Springs Các điểm tham quan du lịch ở TehuacánPuebla Mexico Lưu trữ ngày 31 tháng 10 năm 2018 tại Wayback Machine Phòng trưng bày ngầm các cơ sở sản xuất cho nước khoáng nổi tiếng được gọi là "Agua Tehuacan". Đây là một phần của quá trình tự nhiên do tuyết tan chảy từ các núi lửa có chứa hàm lượng khoáng chất cao, khiến nó trở nên sôi sục.
Ex-Convent of San Francisco Các điểm tham quan du lịch ở TehuacánPuebla Mexico Lưu trữ ngày 31 tháng 10 năm 2018 tại Wayback Machine là một tu viện tu viện thế kỷ 16 được sử dụng làm ngôi nhà của một trong những trường học mới nhất của tiếng Latinh ở Tây Ban Nha mới. Kiến trúc và lịch sử in trên bức tường của nó vẽ cho thấy sự chuyển đổi từ một thời gian của lịch sử khác.
Museum of Mineralogy Các điểm tham quan du lịch ở TehuacánPuebla Mexico Lưu trữ ngày 31 tháng 10 năm 2018 tại Wayback Machine là một bảo tàng có bộ sưu tập riêng từ Don Seferino Romero, một trong những công nhận số liệu của thành phố Tehucan tặng những tác phẩm nghệ thuật và khoa học quan trọng như moonstones, hóa thạch khoáng vật và thiên thạch như quà và những người khác tìm thấy trong khu vực thung lũng Tehucan trong nhiều lần khám phá khác nhau.
Cactus Vườn Bách thảo nằm cách thành phố 30 phút về phía nam của Thung lũng Tehucan và nó bảo tồn hơn 200 loài cây xương rồng trong tất cả các khu vực, làm cho nó trở thành hệ sinh thái đa dạng lớn nhất trên thế giới. Các điểm tham quan du lịch ở TehuacánPuebla Mexico Lưu trữ ngày 31 tháng 10 năm 2018 tại Wayback Machine

## Khảo cổ học
Sự chuyển đổi từ săn bắn du mục và tập hợp sang một cách sống nông nghiệp ổn định ở thung lũng Tehuacan đã là chủ đề của nghiên cứu sâu rộng.
Nhà khảo cổ học Richard MacNeish cùng các cộng sự đã tiến hành một dự án trinh sát và khai quật quy mô lớn ở Tehuacán, được thực hiện từ năm 1960 đến 1965. MacNeish và nhóm của ông đã thử nghiệm 15 hang động, sau đó tập trung vào 6 tên là El Riego, Tecorral, San Marcos, Purrón, Abejas và Coxcatlán.
Các kết quả đã được xuất bản trong một loạt năm tập được chỉnh sửa, và thu hút nhiều sự chú ý.
"MacNeish phát hiện ra rằng một khu phức hợp cuối cùng của những cái bát bằng đá được theo sau là gốm đầu tiên của Mexico. Được đặt tên cho Hang Purrón, nơi chúng xuất hiện lần đầu, những đơn sắc gốm sứ Mexico giống như (và cùng tồn tại một thời gian ngắn) những cái bát đã." 

### Thuần hóa ngô
Về mặt lịch sử, Thung lũng Tehuacán rất quan trọng đối với toàn bộ Mexico, vì các hình thức cổ xưa nhất của ngô đã được các nhà khảo cổ học tìm thấy ở đây.
Theo MacNeish (MacNeish, 1981, 1985), Thung lũng Tehuacán là nơi đầu tiên ngô được nhân loại thuần hóa. Ông đã đi đến kết luận này khi ông tìm thấy hơn 10.000 teosinte cobs trong những gì bây giờ được gọi là Coxcatlan Cave. Thứ mà anh ta tìm thấy thực ra nằm giữa ngô và teosinte - bánh ngô có kích thước bằng một bộ lọc thuốc lá.
Sau đó, vào năm 1989, tác phẩm của ông đã được đánh giá lại và xác nhận.Zea mays mẫu từ Cueva San Marcos và từ Cueva Coxcatlan trong khu phố Tehuacan đã được thử nghiệm. Những ngày lâu đời nhất là 4700 BP (chưa được hiệu chỉnh) hoặc 3600 trước Công nguyên (hiệu chuẩn).
Các địa điểm này nằm trong thung lũng Sông Balsas, nơi tiếp tục hạ lưu vào trạng thái Guerrero. Ngoài ra còn có những địa điểm ngô rất sớm ở đó, gần đây đã thu hút sự chú ý.
Bằng chứng gần đây ủng hộ thung lũng sông Balsas là nơi đầu tiên trên thế giới nơi ngô được thuần hóa lần đầu tiên khoảng 9000 năm trước.
Cái gọi là "Balsas teosinte", bây giờ được coi là loài tiền nhiệm trực tiếp của ngô, phát triển chủ yếu ở phần giữa của thung lũng Balsas tại thời điểm này. Trong quá khứ, nó có thể đã phát triển ở các phần khác của thung lũng này, tùy thuộc vào nghiên cứu cổ khí hậu học.
Cuộc tranh luận gần đây giữa các nhà khoa học là nơi chính xác trong thung lũng sông Balsas loại teosinte này (Zea mays ssp. parviglumis) mọc.